# غوردون بلاك
غوردون بلاك (بالإنجليزية: Gordon Black)‏ (8 يوليو 1921 - ) هو مدرب كرة قدم ولاعب كرة قدم بريطاني في مركز نصف الجناح. لعب مع سانت جونستون ونادي دمبرتون ونادي دندي ونادي فالكيرك ونادي هيبرنيان.